# 郭玟成
郭玟成（1955年9月18日—），台灣政治人物，民主進步黨籍，曾任三屆高雄市議員、三屆立法委員，現為南鯤鯓代天府顧問。

## 政治生涯
1989年至2002年間擔任高雄市議會議員，2002年轉戰國會，在高雄市第二選舉區成功當選立法委員。
2012年1月，第八屆立法委員選舉高雄市第九選舉區，因為同為泛綠的陳致中（前總統陳水扁之子）堅持參選，分散了泛綠群眾票源，最後陳致中、郭玟成雙雙落敗，由中國國民黨籍的時任高雄市議員林國正順利當選。郭玟成在選後憤恨說出「國民黨打我卅年，不如扁家打我一年」，並且相當不諒解陳致中「橫柴入灶」（臺灣話俗語，指明知道某件事行不通卻蠻幹）參選到底。
2014年底，民主進步黨仲裁委員會開會討論陳致中再入黨案，中央黨部私下請教郭玟成的意見；郭玟成答，如果陳致中成功入黨並獲中央黨部提名再次參選高雄市第九選舉區立法委員，他一定也再次出來參選。

## 選舉紀錄
| 年度 | 選舉屆數             | 選舉區           | 所屬政黨   | 得票數 | 得票率 | 當選標記     | 備註 |
| ---- | -------------------- | ---------------- | ---------- | ------ | ------ | ------------ | ---- |
| 1989 | 第三屆高雄市議員選舉 | 高雄市第六選舉區 | 民主進步黨 | 9,895  | 6.57%  |              |      |
| 1994 | 第四屆高雄市議員選舉 | 高雄市第六選舉區 | 民主進步黨 | 24,076 | 14.36% | 選區第一高票 |      |
| 1998 | 第五屆高雄市議員選舉 | 高雄市第五選舉區 | 民主進步黨 | 26,194 | 14.2%  | 選舉區重劃   |      |
| 2001 | 第五屆立法委員選舉   | 高雄市第二選舉區 | 民主進步黨 | 41,503 | 13.66% | 選區第一高票 |      |
| 2004 | 第六屆立法委員選舉   | 高雄市第二選舉區 | 民主進步黨 | 33,033 | 12.12% |              |      |
| 2008 | 第七屆立法委員選舉   | 高雄市第五選舉區 | 民主進步黨 | 70,576 | 51.97% | 本屆選制更改 |      |
| 2012 | 第八屆立法委員選舉   | 高雄市第九選舉區 | 民主進步黨 | 59,258 | 32.25% |              |      |

## 日統客運收賄案
2009年涉嫌收受日統客運新台幣200萬元。台北地院審理後裁定新台幣500萬元交保並限制住居。2010年3月，台北地檢署不起訴處分，2010年6月，高檢署發回重查。2012年6月1日，台北地檢署認定日統客運該筆送給郭之新台幣200萬元款項與郭為日統客運違規向高公局陳情有對價關係，將郭依違反《貪污治罪條例》起訴。。2013年9月，台北地院認定該款項為政治獻金，與立委職務行為無對價關係，判決無罪。

## 外部連結
- 立法委員－郭玟成委員簡介 （页面存档备份，存于）